# Heather Garriock
Heather Garriock (* 21. Dezember 1982 in Sydney, Australien) ist eine ehemalige australische Fußballspielerin und -trainerin. Sie ist die Tochter eines Schotten.

## Karriere

### Spielerin

#### Vereine
Garriock begann mit sechs Jahren mit dem Fußballspielen beim Leppington Lions Soccer Club. Später spielte sie für die Marconi Stallions, NSW Sapphires und Queensland Sting.
2006 wechselte sie in die USA zu den Adirondack Lynx, die in der Women’s Premier Soccer League, der zweithöchsten US-Liga, spielten. Garriock spielte danach beim Sydney FC, in Dänemark bei Fortuna Hjørring, in den USA bei den Chicago Red Stars und in Schweden beim LdB FC Malmö, wobei sie den Umstand nutzte, dass die Spielzeiten auf der Nord- und Südhalbkugel in diesen Ländern jeweils im Sommerhalbjahr stattfinden. Nach der Saison 2013/14 bei den Western Sydney Wanderers beendete Garriock ihre Karriere als Spielerin.

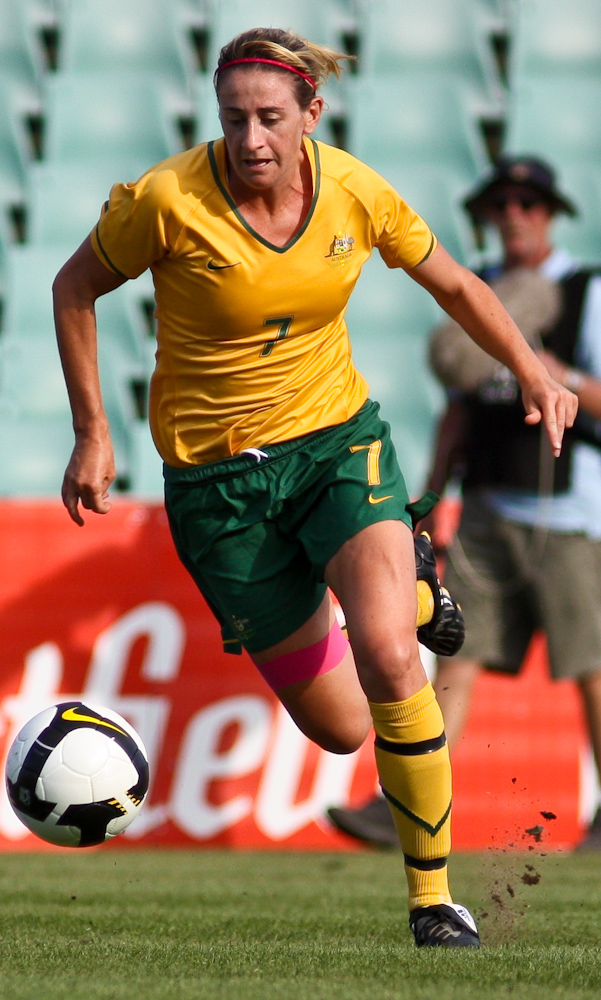
Garriock im Nationaldress der Matildas

#### Nationalmannschaft
Für Australien spielte sie erstmals im Oktober 1999 im Alter von 16 Jahren. 2000 nahm sie an den Olympischen Spielen in ihrer Heimatstadt Sydney teil, wo Australien aber bereits in der Gruppenphase ausschied. 2004 in Athen erreichte sie mit Australien das Viertelfinale, verlor dort aber gegen Schweden. 
2003 gewann sie mit Australien die Ozeanienmeisterschaft und WM-Qualifikation. 2003  und 2007 nahm sie mit Australien an den WM-Turnieren in den USA und China teil, wo sie in der Vorrunde bzw. im Viertelfinale ausschied. 
Am 27. April 2008 machte sie als vierte australische Spielerin gegen die USA ihr 100. Länderspiel.
Nachdem sie mit Australien 2006 Zweiter bei der Asienmeisterschaft wurde, reichte es 2010 zum ersten Titelgewinn. Damit qualifizierte sich Australien gleichzeitig für die Fußball-Weltmeisterschaft der Frauen 2011 in Deutschland. Im Kader war sie mit 121 Länderspielen die erfahrenste Spielerin.
Bei der WM kam sie in allen vier Spielen der australischen Mannschaft zum Einsatz. Das Viertelfinalspiel gegen Schweden, das mit 1:3 verloren wurde, war ihr 125. Länderspiel. Mit insgesamt 11 WM-Spielen hat sie nach Lisa de Vanna (15 WM-Spiele) und Cheryl Salisbury (12) die drittmeisten WM-Spiele für Australien bestritten.

#### Erfolge
- Meister mit Fortuna Hjørring und Sydney FC
- Ozeanienmeister 2003
- Asienmeister 2010 mit Australien.

### Trainerin
Von 2014 bis 2017 trainierte Garriock die semiprofessionelle Frauenmannschaft des Sydney Uni SFC. Während des Algarve-Cups 2017 assistierte sie gemeinsam mit Gary van Egmond dem Nationaltrainer Alen Stajcic als Co-Trainerin der australischen Nationalmannschaft. Zur Saison 2017/18 wurde Garriock Cheftrainerin des Erstligisten Canberra United FC.